# Levensteiniella kincaidi
Levensteiniella kincaidi är en ringmaskart som beskrevs av Pettibone 1985. Levensteiniella kincaidi ingår i släktet Levensteiniella och familjen Polynoidae. Inga underarter finns listade i Catalogue of Life.